# Isocolus
Isocolus är ett släkte av steklar som beskrevs av Förster 1869. Isocolus ingår i familjen gallsteklar.
Kladogram enligt Catalogue of Life och Dyntaxa:
| Isocolus | \| \| Isocolus lichtensteini \| \| \| \| \| \| Isocolus scabiosae \| \| \| \| |
|          | \| \| Isocolus lichtensteini \| \| \| \| \| \| Isocolus scabiosae \| \| \| \| |
|          | Isocolus lichtensteini                                                        |
|          |                                                                               |
|          | Isocolus scabiosae                                                            |
|          |                                                                               |